# 이만 맥하그
이만 맥하그(Ian McHarg, 본명: 이안 L. 맥하그, Ian L. McHarg, 1920년 11월 20일 – 2001년 3월 5일)는 스코틀랜드의 조경 건축가이자 자연 시스템을 이용한 지역계획에 관한 작가였다. 맥하그는 환경에 대한 관심을 대중에게 널리 알리고 생태계획 방법을 조경 건축, 도시 계획 및 공공 정책의 주류로 끌어들인 환경 운동에서 가장 영향력 있는 인물 중 한 명이었다. 미국 펜실베이니아 대학교 조경학과의 창립자였다. 그의 1969년 저서 "Design with Nature"는 생태학적 계획의 개념을 개척했다. 이 책은 조경 건축과 토지 이용 계획에 관한 가장 널리 알려진 책 중 하나이다. 이 책에서 그는 나중에 지리 정보 시스템에서 발전하게 될 기본 개념을 제시했다.

## 같이 보기
- 경관생태학
- 생태학